# 9224 Železný
9224 Železný è un asteroide della fascia principale. Scoperto nel 1996, presenta un'orbita caratterizzata da un semiasse maggiore pari a 2,3726186 UA e da un'eccentricità di 0,1352606, inclinata di 5,14963° rispetto all'eclittica.